# Raffinerie Kagran
Die Raffinerie Kagran war eine Erdölraffinerie in Wien-Kagran. Sie wurde 1904 errichtet und im Zuge der Errichtung der Raffinerie Schwechat stillgelegt.

## Geschichte
Die Raffinerie wurde 1904 von der Benzin- und Ölindustrie AG Gustav König & Co. errichtet und spezialisierte sich in Folge auf die Herstellung von Benzin. 1910 wurden „sämtliche Benzinsorten“ von der „Benzinfabrik Kagran“ erzeugt, vor allem Ottokraftstoff, Waschbenzin und Fleckwasser. In diesem Jahr waren bereits fünf Kesselwagen mit jeweils 18.000 Litern bei den k.k. Staatsbahnen eingestellt.
Im Jahr 1924 konnte die Raffinerie die Menge von bis zu fünf Kesselwagen Benzin pro Tag produzieren, insgesamt standen 15 Tanks für die Lagerung der Produkte zur Verfügung. 1925 beteiligte sich die amerikanische Vacuum Oil an der als Benzin- und Oelindustrie A.G. „Kagran“ vormals Gustav Koenig & Co. firmierenden Firma. 1932 wurden die Anlagen auf den damals neuesten Stand der Technik gebracht.
Im Zweiten Weltkrieg wurde das Werk vom NS-Staat unter der Verpflichtung von Zwangsarbeitern weiter ausgebaut und auf eine jährliche Kapazität von 120.000 Tonnen Benzin gebracht. Bei den verheerenden Luftangriffen auf die Industrie in und um Wien war die Raffinerie Kagran eines der Ziele und wurde ab Frühjahr 1944 laufend von amerikanischen Bomben getroffen. Trotz der Zerstörungen gelang es, den Betrieb halbwegs aufrechtzuerhalten.
Nach 1945 wurde die Raffinerie geschlossen und lediglich als Schmierölproduktion und Tanklager der Mobil Oil Austria AG weiter betrieben. Die an der Breitenleer Straße zwischen Gewerbepark Stadlau und der Laaer Ostbahn gelegenen Anlagen wurden im Jahr 2005 geschlossen, das nach wie vor brachliegende Gelände stellt eine mittlerweile gesicherte Altlast dar.